# Mizuki Ando
Mizuki Ando (født 19. juli 1999) er en japansk fodboldspiller, som spiller for den japanske fodboldklub Cerezo Osaka.